# Askersund község
Askersund község (svédül: Askersunds kommun) Svédország 290 községének egyike. Örebro megyében található.

## Települései
A községben 8 település található. A települések és népességük:
| Település   | Népesség | Megjegyzés         |
| ----------- | -------- | ------------------ |
| Askersund   |          | a község székhelye |
| Hammar      |          |                    |
| Olshammar   |          |                    |
| Rönneshytta |          |                    |
| Zinkgruvan  |          |                    |
| Åmmeberg    |          |                    |
| Åsbro       |          |                    |
| Sänna       |          |                    |